# Símbolos de Hermosillo
Los símbolos de Hermosillo son un emblema representativo de la capital del estado norteño de Sonora, México. Es un símbolo de identidad para los hermosillenses, que proyecta hacia el futuro rasgos predominantes de su pasado y de su presente.

## Escudo

Escudo.

La parte principal, la parte superior, la forman los ríos San Miguel y Sonora, que se unen para verter sus aguas en la presa Abelardo L. Rodríguez. Esta confluencia de los dos ríos dieron origen al nombre que, a la fecha de su fundación 1700, llevaba la ciudad: Pitic, en lengua Pima "junta de dos ríos".
En la parte media superior el Palacio de Gobierno, con el Cerro de la Campana al fondo (el motivo que mejor simboliza a la vieja Pitic) y arriba las iniciales J. G., Jesús García, héroe de Nacozari nacido en Hermosillo. 
A la derecha La Catedral de la Asunción y a la izquierda el edificio del Museo y Biblioteca de la Universidad de Sonora, que representan la religión, el poder civil y la cultura.
En la parte inferior a la derecha hay siete espigas de trigo representando la agricultura y la riqueza agrícola del emporio de la Costa. Es pertinente hacer notar que el blanco de los campos inferiores izquierdo y derecho, representa la blancura del algodón hermosillense.
A la izquierda siete naranjas ya que a Hermosillo se le da el nombre de “Ciudad de los naranjos”, debido a las condiciones ambientales tan benéficas para la producción de este cítrico. El color de fondo, es el naranja, característico de los hermosos atardeceres rojizos de esta ciudad.
La franja blanca, vertical, con una línea ondulada al centro y que divide la sección inferior representa la corriente subterránea de las aguas de los ríos que convergen frente a esta ciudad.

### Historia
A principios de los años 60, el arquitecto Felipe Neri Ortega y el Dr. José Jiménez Cervantes, ganaron el concurso para la elaboración del escudo del municipio de Hermosillo, lanzado por Luis Encinas, gobernador del Estado.
El escudo fue adoptado oficialmente en diciembre de 1961 y desde entonces adorna la fachada principal del edificio del H. Ayuntamiento.
La idea de que Hermosillo, como muchas otras ciudades de la República, tuviera su propio escudo, brotó a la vista del escudo de la ciudad de Orizaba, Veracruz.

## Bandera
La bandera de Hermosillo es un lienzo blanco con el escudo del municipio, es izada en eventos oficiales junto a la bandera de México y en algunas ocasiones con la bandera del Sonora.

### Diseño y simbolismo
El seguimiento de los colores son los siguientes:
| Nombre | Color | Código HEX |
| ------ | ----- | ---------- |
| Blanco |       | #FFFFFF    |

## Enlacesexternos
- Página oficial del gobierno municipal de Hermosillo

- Datos: Q5838057